# 勒苏恩
勒苏恩（法語：Le Sourn，法語發音：[lə suʁn]）是法国莫尔比昂省的一个市镇，属于蓬蒂维区。

## 地理
勒苏恩（48°2'35"N, 2°59'23"W）面积16.05 平方千米，位于法国布列塔尼大區莫尔比昂省，该省份为法国西北部沿海省份，位于布列塔尼半岛南部，北起阿摩尔滨海省、西接菲尼斯泰尔省，南濒大西洋，东南接大西洋卢瓦尔省，东临伊勒-维莱讷省。
与勒苏恩接壤的市镇（或旧市镇、城区）包括：蓬蒂维、圣蒂里奥、盖恩、马尔盖纳克、普吕梅利欧-比约济。

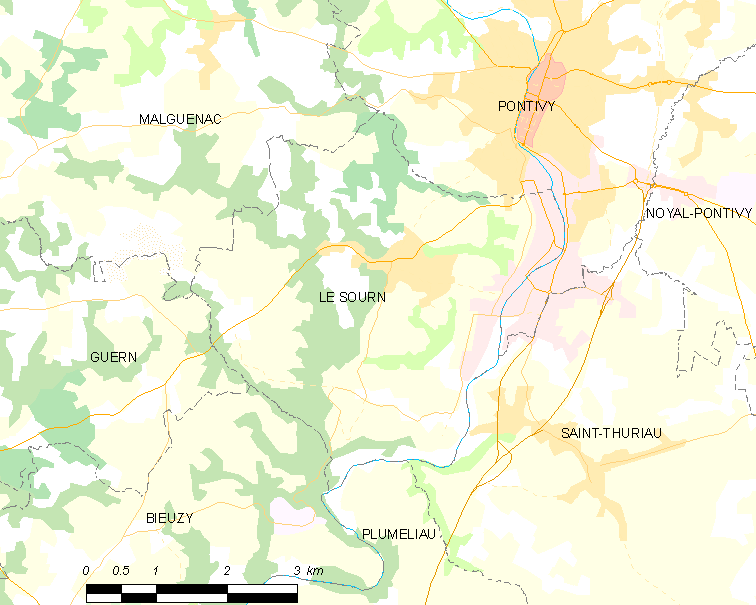
勒苏恩的OSM定位图

勒苏恩的时区为UTC+01:00、UTC+02:00（夏令时）。

## 行政
勒苏恩的邮政编码为56300，INSEE市镇编码为56246。

## 政治
勒苏恩所属的省级选区为蓬蒂维县。

## 人口

1962-2008年间勒苏恩人口变化图示

勒苏恩于2022年1月1日时的人口数量为2128人。